# ГЕС Соверцене
ГЕС Соверцене (італ. Centrale idroelettrica di Soverzene) — гідроелектростанція на півночі Італії. Розміщена між ГЕС Пелос та ГЕС Фадальто, входить до складу каскаду на річці П'яве, яка розділяє Доломітові Альпи та Вічентіне Альпи і впадає в Венеційську затоку Адріатичного моря одразу на схід від Венеційської лагуни.
В межах проекту річку перекрили арково-гравітаційною бетонною греблею П'єве-ді-Кадоре висотою 55 метрів та довжиною 410 метрів, яка потребувала 377 тис. м3 матеріалу. Вона утримує сховище корисним об'ємом 48 млн м3, від якого через лівобережний гірський масив (згадані вище Вічентіне Альпи) прокладено дериваційний тунель із двох секцій: довжиною 15,8 км та діаметром 4,5 метра та довжиною 8,3 км та діаметром 4,7 метра. Тунель починається на відмітці 684 метри НРМ та завершується у водосховищі Валь-Галліна з рівнем поверхні 677 метрів НРМ та об'ємом 5 млн м3, від якого вниз до машинного залу прокладено напірний водогін.
Підземний машинний зал ГЕС обладнаний чотирма турбінами типу Френсіс потужністю по 55 МВт, які працюють при напорі у 284 метри. У середині 2010-х розпочали модернізацію обладнання, яка повинна підняти потужність турбін до 58 МВт. Відпрацьована вода по тунелю, а потім каналу, відводиться в створене на лівобережжі П'яве озеро Санта-Кроче, з якого живиться ГЕС Фадальто.
Видача електроенергії відбувається по ЛЕП, що працює під напругою 220 кВ.

## Водозбірна система
Окрім ресурсу з П'єве-ді-Кадоре до головного дериваційного тунелю подається вода із трьох значних приток П'яве: правих Бойте та Mae і лівої Вайонт. При цьому бічні тунелі від розташованих в межах Доломітових Альп водосховищ Валле-ді-Кадоре (річка Бойте, рівень поверхні 707 метрів НРМ) та Понтесеї (річка Mae, рівень поверхні 800 метрів НРМ) на завершальному етапі перетинають долину П'яве по сифону.
Водосховище Вайонт (722 метри НРМ) знаходиться з того ж боку долини, що й головний дериваційний тунель. Його планували як важливий резервуар, де в періоди з високою водністю накопичуватиметься ресурс для роботи всього каскаду. При цьому, враховуючи співвідношення висот перелічених вище водойм, до сховища Вайонт за принципом сполучених посудин повинна була надходити вода із розташованих на протилежному березі водойм Валле-ді-Джадоре та Понтесеї, використовуючи сифони під П'яве та ділянку головного дериваційного тунелю.

## Катастрофа на водосховищі Вайонт
Реалізації зазначених вище планів завадили особливості місцевості та інженерні прорахунки. Спершу у 1959 році відбувся зсув об'ємом 3 млн м3 до сховища Понтесеї. Водойма якраз перебувала на режимі спрацювання запасів, тому максимальна висота переливу через греблю становила лише 1 метр, при цьому загинув один робітник. Наступного року зсув об'ємом 0,8 млн м3 відбувся вже на озері Вайонт.
А в жовтні 1963 року тут сталась масштабна катастрофа, коли в чашу водосховища за декілька хвилин звалився цілий схил з об'ємом до 260 млн м3. Створений цим водяний вал піднявся вище греблі (яка, до речі, встояла без особливих пошкоджень) на декілька десятків метрів, після чого прийшов вниз по долині, призвівши до загибелі декількох тисяч осіб.
Після описаних вище подій сховище Вайонт (можливий об'єм якого суттєво скоротився внаслідок заповнення породами обвалу) так і не було заповнене, а з кінця 1960-х рівень води у Pontesei підтримується на мінімальному рівні з міркувань безпеки.